# Insheim
Insheim település Németországban, Rajna-vidék-Pfalz tartományban. Lakosainak száma 2187 fő (2023. december 31.).

## Népesség
A település népességének változása:
| Lakosok száma | 1946 | 2128 | 2125 | 2166 | 2179 | 2187 |
|               | 1975 | 2017 | 2019 | 2021 | 2022 | 2023 |